# Natural Bridge, New York
Natural Bridge är en census-designated place i Jefferson County i delstaten New York. Vid 2010 års folkräkning hade Natural Bridge 365 invånare.